# Gian-Franco Kasper
Gian-Franco Kasper (Sankt Moritz, 24 gennaio 1944 – 9 luglio 2021) è stato un dirigente sportivo svizzero.
Fu presidente della Federazione Internazionale Sci dal 1998 al 2021, e membro, dal 2000 al 2018, del Comitato Olimpico Internazionale.

## Biografia
Kasper studiò psicologia, filosofia e giornalismo presso l'Università di Zurigo, da cui uscì laureato nel 1966. Dopo la laurea lavorò come redattore del Courrier de St-Moritz. Nel 1974 assunse la direzione dell'ufficio turistico svizzero di Montréal, ma già l'anno dopo accolse la proposta dell'allora presidente della FIS Marc Hodler di entrare nella direzione della federazione, di cui nel 1979 divenne segretario generale; ricoprì questo incarico fino a quando, nel maggio 1998, il congresso FIS lo elesse presidente in successione allo stesso Hodler. Rimase in carica fino al 2021. 
Durante il 111º congresso del Comitato Olimpico Internazionale a Sydney fu cooptato all'interno dell'organismo. Dal 1º gennaio 2003 fu anche componente del comitato esecutivo dell'Agenzia mondiale anti-doping; come membro del CIO collaborò attivamente all'organizzazione di varie edizioni dei Giochi olimpici invernali. Morì all'età di 77 anni il 9 luglio 2021, poco più di un mese dopo aver lasciato l'incarico di presidente della FIS.